# 25 de noviembre
El 25 de noviembre es el 329.º (tricentésimo vigesimonoveno) día del año en el calendario gregoriano y el 330.º en los años bisiestos. Quedan 36 días para finalizar el año.

## Acontecimientos
- 1192: en París, Juan de Mata (que posteriormente fundará la Orden Trinitaria) es ordenado sacerdote por el obispo Maurice de Sully.
- 1491: en Santa Fe (Reino de Granada), Boabdil y los Reyes Católicos firman las Capitulaciones de Granada.
- 1500: en Cádiz, España, luego de su 3.er viaje a América, llegan Cristóbal Colón y sus hermanos, presos y encadenados, por orden de Francisco de Bobadilla.
- 1541: en Perú se funda la Villa de Santa Catalina de Guadalcázar del Valle de Moquegua (actual ciudad de Moquegua).
- 1550: en el Virreinato de Nueva España, comienza el gobierno del virrey Luis de Velasco y Ruiz de Alarcón.
- 1578: en Madrid (España), Felipe II ordena a los obispos americanos que reprendan a los clérigos que maltratan a los indios.
- 1601: en la región de Zelanda (Países Bajos), una inundación hace desaparecer para siempre la aldea de Vremdijke (también Vroondijk, Vremdic, Frondic o Vrandic).
- 1724: en Madrid se realiza la primera reunión de las Cortes generales del reino español.
- 1741: Isabel I de Rusia encierra en una prisión al zar niño Iván VI y es nombrada emperatriz de Rusia; será llamada La Clemente.
- 1776: en Guayana, el español Manuel Centurión toma posesión de su cargo como comandante general.
- 1783: en Estados Unidos, tras la guerra de independencia, zarpa del puerto de Nueva York el último barco británico de las colonias norteamericanas.
- 1812: en México, durante la Guerra de Independencia, un grupo de patriotas mexicanos toman la ciudad de Oaxaca que estaba en poder de los españoles.
- 1821: en la villa de Alajuela, la República de Costa Rica se independiza de España.
- 1833: en el mar al sur de la isla de Sumatra, a 175 km al sur de Padang (Indonesia 2°30′S 100°30′E / -2.5, 100.5) a las 20:00 (hora local) se registra un terremoto de 8,9 grados en la escala sismológica de Richter, que dura cinco minutos. Es mucho más duradero y mortífero que el que sucedió en el mismo sitio 37 años antes. El tsunami resultante produjo un número indeterminado de víctimas en los continentes cercanos. La erupción resultante de dos volcanes produjo una inundación que sepultó varios pueblos bajo 6 m de barro.[1]
- 1839: en el estado de Andhra Pradesh (India), una marejada ciclónica (de 12 m de altura) provocada por un inmenso ciclón golpea el puerto de Coringa, destruye 2000 barcos y mata a 20 000 personas.[2] Ya en 1789 había sucedido lo mismo, con la misma cantidad de víctimas.
- 1842: en Paraguay se inicia la reunión de un Congreso Nacional, en el que se crea la bandera paraguaya. El país se independiza de la Confederación Argentina.
- 1870: en Paraguay se jura la Constitución Nacional. Cirilo Antonio Rivarola asume la presidencia constitucional de la República. Lo secunda en la vicepresidencia Cayo Miltos.
- 1874: en Paraguay, Juan Bautista Gill asume la presidencia constitucional de la República. Lo secunda Higinio Uriarte. El presidente Gill decreta amnistía política y libertad a presos políticos.
- 1878: en Paraguay, Cándido Bareiro asume la presidencia constitucional de la República. Lo secunda Adolfo Saguier.
- 1882: en Paraguay, Bernardino Caballero asume la presidencia constitucional de la República. Lo secunda Juan Antonio Jara.
- 1885: en Atlanta (Estados Unidos) se vota la «ley seca», que entrará en vigor en 1886.
- 1886: en la bahía de San Sebastián (Tierra del Fuego), soldados argentinos liderados por el capitán Ramón Lista (1856-1897) matan a 28 indios onas (matanza de playa San Sebastián).
- 1886: en Paraguay, Patricio Escobar asume la presidencia constitucional de la República. Lo secunda José del Rosario Miranda.
- 1890: en Paraguay, Juan Gualberto González asume la presidencia constitucional de la República. Lo secunda Marcos Morínigo.
- 1891: el periodista español Mariano de Cavia publica una crónica en el diario El Liberal describiendo la supuesta destrucción del Museo del Prado por un violento incendio, con el objetivo de forzar al Gobierno de España a tomar medidas destinadas a mejorar las instalaciones del museo.[3]
- 1894: en Paraguay, Juan Bautista Egusquiza asume la presidencia constitucional de la República. Lo secunda Facundo Ynsfrán Caballero.
- 1897: en Madrid, Luis Muñoz Rivera recibe la Carta Autonómica de Puerto Rico, de manos del presidente del Gobierno español, Práxedes Mateo Sagasta.
- 1898: en Paraguay, Emilio Aceval asume la presidencia constitucional de la República. Lo secunda Andrés Héctor Carvallo Acosta.
- 1902: en Paraguay, Juan Antonio Escurra asume la presidencia constitucional de la República. Lo secunda Manuel Domínguez.
- 1902: en Chile, se funda por decreto supremo la comuna de Peralillo.
- 1906: en Paraguay, Benigno Ferreira asume la presidencia constitucional de la República. Lo secunda Emiliano González Navero.
- 1910: en Paraguay, Manuel Gondra asume la presidencia constitucional de la República. Lo secunda Juan Bautista Gaona.
- 1911: el gobierno británico publica el tratado secreto con Francia suscrito en 1904, por el que Egipto quedó en la zona de influencia británica y Marruecos en la francesa.
- 1915: en Berlín (Alemania), el físico Albert Einstein presenta ante la Academia Prusiana de las Ciencias su teoría de la relatividad general.
- 1915: en el marco de la Primera Guerra Mundial, el ejército de Mackensen conquista Amselfeld (Cosovia). Los restos del ejército serbio se refugian en Albania.
- 1918: en el marco de la Primera Guerra Mundial, entra en Estrasburgo el mariscal francés Philippe Pétain.
- 1919: en el marco de la Primera Guerra Mundial, Alemania y Polonia firman un tratado sobre el desalojo de Prusia Occidental por parte alemana.
- 1921: en Japón, el príncipe Hirohito (heredero del Imperio japonés) se convierte en regente.
- 1922: en Italia, Benito Mussolini, primer ministro del nuevo Gobierno de coalición, recibe plenos poderes del Parlamento italiano.
- 1933: en Paraguay, se publica una reconstrucción del Himno Nacional, realizada por Juan Manuel Sosa Escalada (1860-1940).
- 1935: en Grecia, regresa al país el rey Jorge II, exiliado en 1923.
- 1936: en Berlín —en el periodo preliminar a la Segunda Guerra Mundial— se firma el pacto Antikomintern, acuerdo político-militar suscrito por Alemania y Japón.
- 1941: en el marco de la Segunda Guerra Mundial, Bulgaria y el gobierno chino de Nankín se adhieren al pacto Antikomintern.
- 1945: en Polonia, Jan Olszewski es nombrado jefe del nuevo Gobierno.
- 1955: en Argentina se funda la Asociación Paleontológica Argentina, celebrándose en ese país el día de la paleontología por ello.[4]
- 1956: en México, Fidel Castro, su hermano Raúl, el Che Guevara y 79 expedicionarios más zarpan del puerto de Tuxpan en el yate Granma para iniciar la Revolución cubana.
- 1959: en La Habana (Cuba), el comandante Ernesto «Che» Guevara es designado presidente del Banco Nacional de Cuba.
- 1960: en República Dominicana, el asesinato de las hermanas Mirabal, por su oposición al dictador Rafael Leónidas Trujillo, supone el comienzo del final de esta dictadura y el motivo de que se elija esta fecha para conmemorar el Día Internacional de la Eliminación de la Violencia contra la Mujer.
- 1962: en Uruguay se celebran elecciones generales. Se renuevan los 9 cargos del Consejo Nacional de Gobierno, cuya mayoría sigue en manos del Partido Nacional.
- 1963: en los Estados Unidos se llevan a cabo simultáneamente los funerales del expresidente John F. Kennedy y de Lee Harvey Oswald (su supuesto asesino).
- 1965: Mobutu Sese Seko (jefe de las Fuerzas Armadas) depone al presidente de Zaire, Joseph Kasa-Vubu, y usurpa el poder político.
- 1967: en Chiquinquirá, Boyacá, Colombia se presenta un envenenamiento masivo que ocasionó la muerte a más de 85 personas, la mayoría de ellos niños luego de consumir pan contaminado con insecticida.
- 1970: en el cuartel general del ejército japonés en Tokio (Japón), el escritor y dramaturgo Yukio Mishima (45) comete el suicidio ritual seppuku.
- 1971: El régimen franquista clausura el periódico español Madrid (diario) tras tres años de presión gubernamental a raíz de un artículo que demandaba sutilmente la retirada del poder de Francisco Franco. El régimen argumentó supuestas irregularidades en la financiación de la empresa editora.[5]
- 1975: Surinam se independiza de Países Bajos.
- 1980: en Lima,Perú se inaugura el Centro Comercial Camino Real, en el distrito de San Isidro.
- 1986: la Unesco declara Patrimonio de la Humanidad las ciudades de Toledo y Cáceres, el conjunto monumental mudéjar de Teruel y el parque nacional de Garajonay.
- 1992: en Tayikistán se adopta una nueva bandera.
- 1997: el Tribunal Constitucional del Ecuador emite la sentencia del Caso 111-97-TC, con la que despenalizó la homosexualidad en el país.[6][7]
- 1999: en la ciudad de Miami (Estados Unidos), el niño cubano Elián González es rescatado tras perder a su madre y otras personas al naufragar la lancha en que huían hacia el estado de Florida; en los meses siguientes este caso se convirtió en una crisis diplomática.
- 2001: en Worcester (Estados Unidos), la empresa de biotecnología Advanced Cell Technology informa que ha logrado una clonación de células embrionarias humanas.
- 2006: tras ofrecer un concierto en un palenque de Reynosa, Tamaulipas, es asesinado el cantante de regional mexicano Valentín Elizalde "El Gallo de Oro".
- 2011: arriban al aeropuerto de Ezeiza dos helicópteros rusos Mi-171E, adquiridos por el Ministerio de Defensa para ser incorporados a la Fuerza Aérea Argentina. Llegan desarmados en la bodega de un avión ruso Antonov An-124; luego son ensamblados en un hangar especial, y trasladados en vuelo a la VII Brigada Aérea, Moreno, para operaciones antárticas (matrículas H-94 y 95).[8]
- 2013: One Direction lanzó su tercer álbum de estudio, titulado Midnight Memories.
- 2014: el líder supremo de Irán, Alí Jamenei, ratifica el apoyo del Gobierno a Hezbolá y Hamás.[9]
- 2020: Fallece el exfutbolista argentino Diego Armando Maradona.
- 2021: se estrena el primer capítulo del documental "The Beatles: Get Back", donde se muestran grabaciones nunca antes vistas hechas para la película de 1970, Let It Be.
- 2022: Chuu es expulsada del grupo de K-pop LOOΠ∆.[10]
- 2024: el asteroide 2024 PT5, de 11 metros de diámetro, escapa de la gravedad del planeta Tierra, a la que estuvo atado como una «miniluna» durante un período de 57 días (desde el 29 de septiembre).[11]

## Nacimientos
- 1328: Benedicto XIII (Pedro Martínez de Luna y Pérez de Gotor), Antipapa de la Iglesia católica y Cardenal diácono de Santa María en Cosmedin (f. 1423).
- 1545: Ana de Jesús, religiosa española (f. 1621).
- 1562: Lope de Vega, dramaturgo y poeta español (f. 1635).
- 1569: Federico Kettler, aristócrata letón (f. 1642).
- 1577: Piet Hein, militar neerlandés (f. 1629).
- 1835: Andrew Carnegie, industrial y filántropo británico-estadounidense (f. 1919).
- 1842: José María Múzquiz, abogado y político mexicano (f. 1901).
- 1844: Karl Benz, ingeniero mecánico alemán (f. 1929).
- 1845: Eça de Queirós, novelista portugués (f. 1900).
- 1852: Eduardo de Hinojosa y Naveros, político, historiador y arqueólogo español (f. 1919).
- 1856: Serguéi Tanéyev, compositor ruso (f. 1915)
- 1861: José Gil Fortoul, político y escritor venezolano (f. 1943).
- 1878: Georg Kaiser, dramaturgo alemán (f. 1945).
- 1880: Leonard Sidney Woolf, escritor británico (f. 1969).
- 1881: Juan XXIII (Angelo Giuseppe Roncalli), papa italiano (f. 1963).
- 1883: Diego Martínez Barrio, político español (f. 1962).
- 1895: Anastás Mikoyán, bolchevique armenio y estadista soviético (f. 1978).
- 1895: Wilhelm Kempff, pianista y compositor alemán (f. 1991).
- 1896: Virgil Thomson, compositor estadounidense (f. 1989).
- 1897: Willie The Lion Smith, pianista, cantante y compositor estadounidense (f. 1975).
- 1900: Rudolf Hoess (no confundir con Rudolf Hess), comandante alemán del campo de concentración nazi en Auschwitz (f. 1947).
- 1901: Arthur Liebehenschel, líder nazi alemán (f. 1948).
- 1903: Issá Plíyev, militar soviético (f. 1979).
- 1904: Ba Jin, escritor y anarquista chino (f. 2005).
- 1904: John Summerson, historiador del arte, arquitecto y divulgador británico (f. 1992).
- 1906: Joaquín Collar Serra, militar y piloto español (f. 1933).
- 1909: Lely Morel, vedette, cantante y actriz argentina (f. 2013).
- 1911: Roelof Frankot pintor neerlandés (f. 1984).
- 1914: Joe DiMaggio, beisbolista estadounidense (f. 1999).
- 1915: Augusto Pinochet, militar, político y dictador chileno entre 1973 y 1990 (f. 2006).
- 1915: Armando Villanueva, político peruano (f. 2013).
- 1916: María Adela Durango, escritora española.
- 1919: Rafael Baledón, actor mexicano (f. 1994).
- 1920: Ricardo Montalbán, actor mexicano-estadounidense (f. 2009).
- 1920: Noel Neill, actriz estadounidense (f. 2016).
- 1923: Mauno Koivisto, político finlandés (f. 2017).
- 1924: Paul Desmond, saxofonista estadounidense de jazz (f. 1977).
- 1925: María Asquerino, actriz española (f. 2013).
- 1926: Edesio Alvarado Barceló, escritor chileno (f. 1981).
- 1926: Poul Anderson, escritor estadounidense de ciencia ficción (f. 2001).
- 1926: Jeffrey Hunter, actor estadounidense (f. 1969).
- 1929: Marion Stokes, archivista, productora de TV y activista por los derechos civiles estadounidense.
- 1929: Jorge Julio López, albañil argentino (desaparecido en 2006) que fue asesinado por haber atestiguado en contra de Miguel Etchecolatz, quien lo había torturado entre 1976 y 1983.
- 1931: Nat Adderley, músico estadounidense de jazz (f. 2000).
- 1933: Juan Agustín Figueroa, abogado y político chileno (f. 2016).
- 1934: José María Langlais, actor argentino (f. 2006).
- 1935: José Esteban Lasala, director y guionista español (f. 2007).
- 1938: Rosanna Schiaffino, actriz italiana (f. 2009).
- 1939: Angelino Soler, ciclista español.
- 1940:
  - Elena Arnedo, médica española (f. 2015).
  - Karl Offmann, político mauriciano, presidente de Mauricio entre 2002 y 2003 (f. 2022).
- 1941: Percy Sledge, cantante estadounidense (f. 2015).
- 1942: Mary da Cuña, actriz y directora teatral uruguaya (f. 2016).
- 1942: Alberto Mazzini, modelo, conductor y actor argentino (f. 2023).
- 1943: Juan Carlos de Pablo, economista argentino
- 1946: Bev Bevan, baterista británico, de la banda Electric Light Orchestra.
- 1947: Stéphane Courtois, historiador francés.
- 1947: John Larroquette, actor estadounidense.
- 1947: María Eugenia Penagos, actriz colombiana.
- 1948: Luis Miguel Noya, Payaso colombiano (f. 2009).
- 1950: Giorgio Faletti, cantante, actor y escritor italiano (f. 2014).
- 1950: Francisco Barrio Terrazas, político mexicano.
- 1951: Arturo Pérez-Reverte, periodista y escritor español.
- 1952: Ignacio Fernández Toxo, sindicalista español.
- 1953: Manuel Hidalgo, periodista y escritor español.
- 1953: Jeffrey Skilling, empresario estadounidense.
- 1955: Ramoncín, músico y compositor español.
- 1956: Francesca Gargallo, escritora e historiadora de las ideas feministas italo-mexicana.
- 1958: Gustavo Arribas, político argentino, director de la agencia de inteligencia de ese país.
- 1959: Charles Kennedy, político británico (f. 2015).
- 1959: Steve Rothery, guitarrista británico, de la banda Marillion.
- 1960: John F. Kennedy, Jr., periodista estadounidense (f. 1999).
- 1960: Frida Hartz, fotógrafa y fotoperiodista mexicana.
- 1961: Jorge Garralda, periodista mexicano.
- 1962: Hironobu Sakaguchi, desarrollador de videojuegos japonés, creador de la saga Final Fantasy.
- 1963: Kevin Chamberlin, actor estadounidense.
- 1963: Ada Cruz, exfutbolista y entrenadora chilena
- 1964: Mark Lanegan, cantante y compositor estadounidense (f. 2022).
- 1965: Fernando Sallaberry, cantante puertorriqueño nacido en España.
- 1965: Dougray Scott, actor británico.
- 1966: Tim Armstrong, músico estadounidense, de las bandas Rancid y The Transplants.
- 1966: Billy Burke, actor estadounidense.
- 1967: Niurka Marcos, actriz y cantante cubana.
- 1968: Jill Hennessy, actriz canadiense.
- 1968: Erick Sermon, rapero estadounidense.
- 1969: Anthony Peeler, baloncestista estadounidense.
- 1971: Christina Applegate, actriz estadounidense.
- 1973: Eddie Steeples, actor estadounidense.
- 1973: Erick Strickland, baloncestista estadounidense.
- 1973: Octavio Dotel, beisbolista dominicano.
- 1974: Ramón González Expósito, futbolista y entrenador español.
- 1975: Kristian Nairn, actor y DJ británico.
- 1976: Clint Mathis, futbolista estadounidense.
- 1976: Donovan McNabb, jugador estadounidense de fútbol americano.
- 1977: Guillermo Cañas, tenista argentino.
- 1977: Francisco Saavedra, conductor de televisión chileno.
- 1978: Taís Araújo, actriz brasileña
- 1978: Ringo Shiina, cantante japonesa.
- 1980: Nick Swisher, beisbolista estadounidense.
- 1980: Aaron Mokoena, futbolista sudafricano.
- 1981: Xabi Alonso, futbolista español.
- 1981: Jared Jeffries, baloncestista estadounidense.
- 1981: Jenna Hager, escritora estadounidense, hija del expresidente estadounidense George W. Bush.
- 1981: Miguel Martínez, futbolista español.
- 1982: Freddy Vava, futbolista vanuatuense.
- 1983: Paty Cantú, cantante mexicana.
- 1984: Gaspard Ulliel, actor y modelo francés (f. 2022).
- 1986: Katie Cassidy, cantante y actriz estadounidense.
- 1986: Craig Gardner, futbolista inglés.
- 1987: Alejo Malia, artista español.
- 1987: Ricardo Acosta, futbolista argentino.
- 1988: Nodar Kumaritashvili, trineísta y esquiador georgiano (f. 2010).
- 1989: Tom Dice, cantautor belga.
- 1990: Bill Hamid, futbolista estadounidense.
- 1991: Jamie Grace, cantautora y actriz estadounidense.
- 1991: Rome Flynn, actor estadounidense.
- 1995: Ben O'Connor, ciclista australiano.
- 1997: Alexis Vega, futbolista mexicano.
- 1999: Moussa Sylla, futbolista francés.
- 1999: Eduardo Menacho, atleta español.
- 1999: Maxim Van Gils, ciclista belga.
- 1999: Wendelin Thannheimer, esquiador alemán.
- 2000: Shotaro, integrante del grupo de K-pop, RIIZE
- 2002: Emilio Osorio, actor mexicano.
- 2002: Pedri González, futbolista español

## Fallecimientos
- 1185: Lucio III, papa de la Iglesia católica entre 1181 y 1185 (n. 1097).
- 1560: Andrea Doria, almirante y estadista genovés (n. 1466).
- 1763: Abate Prevost, novelista francés (n. 1697).
- 1819: Francisco de Saavedra, político español (n. 1746).
- 1830: Pierre Rode, compositor y violinista francés (n. 1774).
- 1849: Juan Arolas, escritor español (n. 1805).
- 1865: Heinrich Barth, explorador alemán (n. 1821).
- 1881: Theobald Böhm, músico, flautista y compositor alemán (n. 1794).
- 1884: Adolph Wilhelm Hermann Kolbe, químico alemán (n. 1818).
- 1885: Alfonso XII, rey español (n. 1857).
- 1885: Nicolás Avellaneda, político y presidente argentino (n. 1837).
- 1885: Francisco Serrano y Domínguez, general y político español (n. 1810).
- 1885: Thomas A. Hendricks, vicepresidente estadounidense (n. 1819).
- 1902: Antonio Gisbert, pintor español (n. 1834).
- 1903: Sabino Arana, político español (n. 1865).
- 1909: Luis Montt Montt, escritor y político chileno (n. 1848).
- 1925: Vajiravudh, rey tailandés (n. 1881).
- 1941: Pedro Aguirre Cerda, presidente de  Chile (n. 1879).
- 1944: Kenesaw Mountain Landis, jurista estadounidense (n. 1866).
- 1944: José Villalba Riquelme, militar español (n. 1856).
- 1949: Digno Núñez, empresario y político ecuatoriano (n. 1866).
- 1949: Mateo Hernández, escultor y pintor español (n. 1884).
- 1950: Johannes Vilhelm Jensen, escritor danés, premio nobel de literatura en 1944 (n. 1873).
- 1950: Mao Anying, militar chino, hijo mayor de Mao Zedong (n. 1922).
- 1956: Aleksandr Dovzhenko, guionista, productor y cineasta ucraniano (n. 1894).
- 1958: Víctor de la Serna Espina, escritor y periodista español (n. 1896).
- 1959: Gerard Philipe, actor francés (n. 1922).
- 1967: Ossip Zadkine, escultor ruso (n. 1890).
- 1968: Upton Sinclair, escritor estadounidense (n. 1878).
- 1970: Yukio Mishima, escritor japonés (n. 1925).
- 1973: Laurence Harvey, actor y cineasta lituano (n. 1928).
- 1974: Nick Drake, músico británico (n. 1948).
- 1974: U Thant, diplomático birmano, secretario general de la ONU entre 1962 y 1971 (n. 1909).
- 1977: Richard Carlson, actor y cineasta estadounidense (n. 1912).
- 1984: Sylvan Goldman, Magnate estadounidense (n. 1898)
- 1985: Elsa Morante, escritora italiana (n. 1912).
- 1988: Gilberto R. Limón, militar mexicano (n. 1895).
- 1996: Ricardo López Aranda, escritor español (n. 1934).
- 1998: Flip Wilson, comediante y actor afroestadounidense (n. 1933).
- 1999: Pierre Bezier, matemático francés (n. 1910).
- 1999: Valentín Campa, líder ferrocarrilero y político comunista mexicano (n. 1904).
- 2000: Mario Giacomelli, tipógrafo y fotógrafo italiano (n. 1925).
- 2001: Alan Bray, historiador y activista gay británico (n. 1948).
- 2002: Karel Reisz, cineasta checo (n. 1926).
- 2003: Michael Small, compositor estadounidense de música de cine (n. 1939).[12]
- 2003:  Serguéi Glinkin, aviador militar soviético (n. 1921)
- 2005: George Best, futbolista británico (n. 1946).
- 2005: Richard Burns, piloto de rally británico (n. 1971).
- 2006: Valentín Elizalde, cantante mexicano (n. 1979).
- 2006: Leocán Portus, político chileno (n. 1923).
- 2007: Enzo Viena, actor argentino (n. 1933).
- 2008: Ángel Campos Pámpano, poeta español (n. 1957).
- 2011: Vasili Alekséyev, levantador de pesas ruso (n. 1942).
- 2011: Anatoli Gueleskul, traductor ruso (n. 1934).
- 2011: Sergio Poblete, militar chileno (n. 1918).

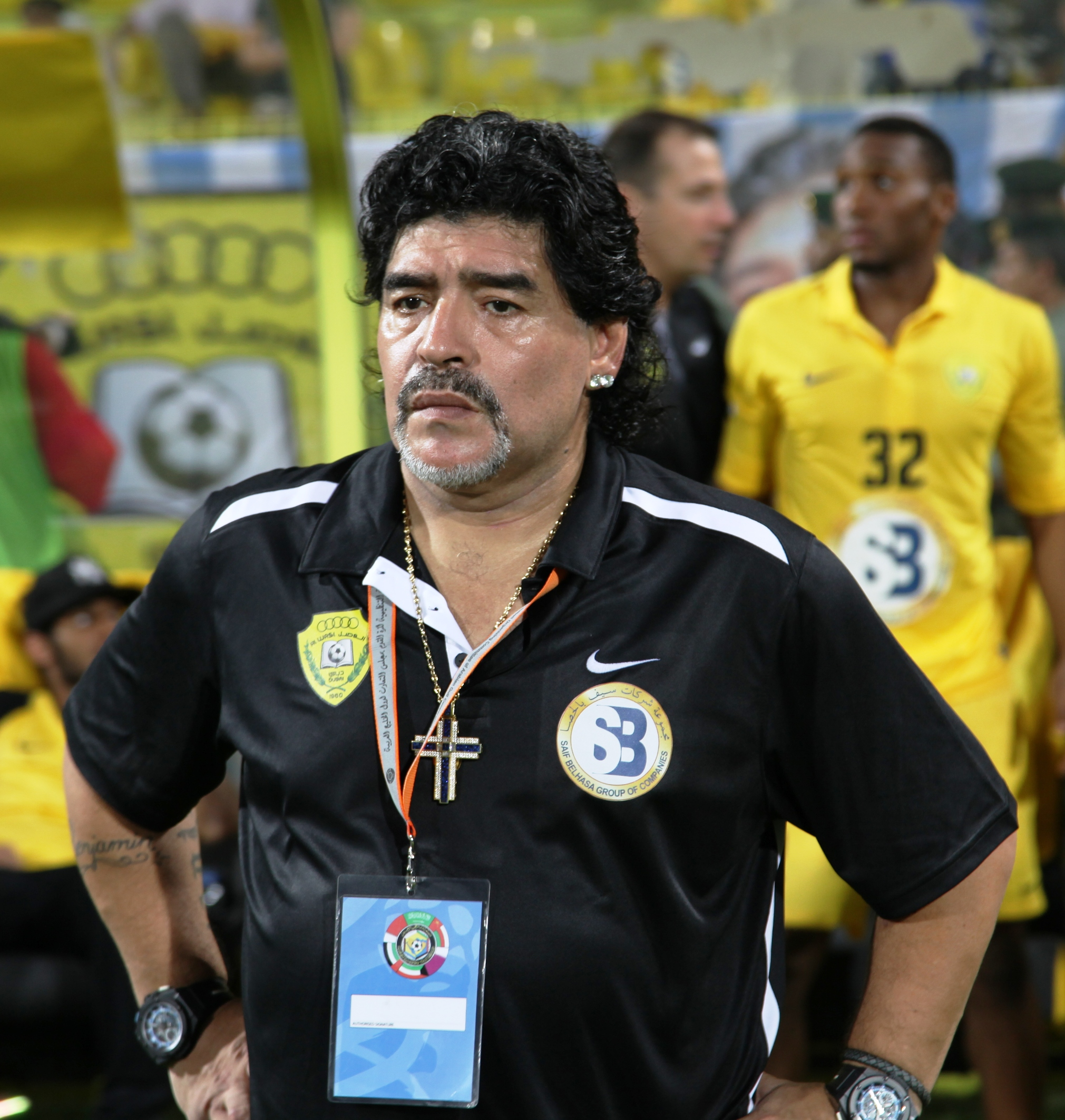
Diego Maradona

- 2012: Juan Carlos Calderón, músico y compositor español (n. 1938).
- 2013: Greg Kovacs, fisicoculturista canadiense (n. 1968).
- 2013: Ricardo Fort, cantante, actor y empresario argentino (n. 1968).
- 2016: Fidel Castro, guerrillero y político cubano, presidente de Cuba entre 1976 y 2008 (n. 1926).
- 2016: Ron Glass, actor estadounidense (n. 1945).
- 2019: Héctor García Molina, científico mexicano  (n. 1954).
- 2020: Diego Armando Maradona, futbolista y entrenador argentino (n. 1960).
- 2022: Héctor Bonilla, actor y político mexicano (n. 1939).
- 2022: Irene Cara, cantante, bailarina y compositora estadounidense (n. 1959).

## Celebraciones
- Día Internacional de la Eliminación de la Violencia contra la Mujer.

- Día de la Revolución de las Rosas.

- Día Mundial del Oso de Peluche.[13]El nombre inglés "Teddy bear" (oso Teddy) proviene de Theodore Roosevelt, presidente de Estados Unidos entre 1901 y 1909, quien rehusó disparar a un oso en una cacería preparada por sus ayudantes con fines promocionales.[14]

 Por países
(Por orden alfabético)
- Argentina: 
  - Día de la Marina Mercante.
  - Día del Marino Mercante.[15]En conmemoración de la fecha de 1799 en la que se fundó la Escuela Nacional de Náutica por iniciativa de Manuel Belgrano.
  - Día de la Hotelería y Gastronomía Argentina.[16]En conmemoración de la fundación de la Federación Empresaria Hotelera Gastronómica de la República Argentina (FEHGRA), un día como hoy en 1941. 
    -  Misiones: 
      - Aniversario de Caá Yarí.[17]
Fundación: 25 de noviembre de 1940 (84 años).

- Estados Unidos: 
  - Día del Parfait. Postre de origen francés que es una combinación de frutas y helado que se suele servir en vasos alargados.
(en inglés: National Parfait Day).
  - Día de la Sopa Gazpacho. Sopa fría española a base de tomate.
(en inglés: Gazpacho Soup Day).
  - Día del Recordatorio de Compras.
(en inglés: Shopping Reminder Day).

- Honduras: 
  - Día de la Flor Nacional.

- Surinam: 
  - Día de la Independencia.

### Santoral católico
- San Adelardo de Corbie.[18]
- San Alano de la Roca.

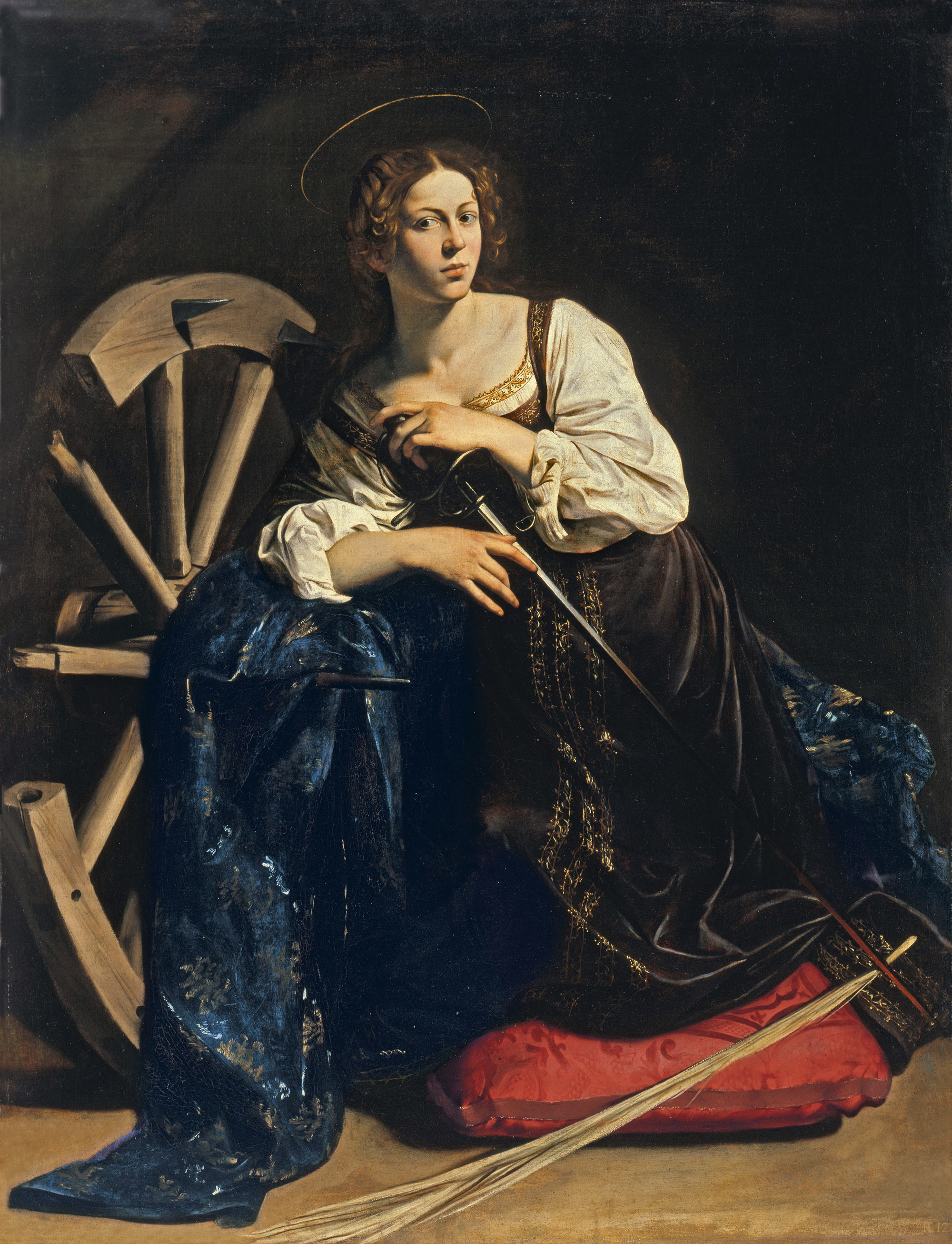
Santa Catalina de Alejandría, por Caravaggio, (1598).

- Santa Catalina de Alejandría (imagen ilustrativa).[19][18]
- San Dubricio.[18]
- San Erasmo.[18]
- San García de Arlanza.[18]
- San Gonzalo de Mondoñedo.[18]
- Santa Jucunda.[18]
- San Márculo.[18]
- San Maurino.[18]
- San Mercurio de Capadocia.[18]
- San Moisés Mártir.[18]
- San Pedro de Alejandría.[18]
- San Pedro Yi Hoyong.[18]
- San Riel.[18]
- Beata Beatriz de Ornacieux.[18]
- Beata Isabel Achler.[18]
- Beato Jacinto Serrano López.[18]
- Beata María Beltrame Quattrocchi.[18]
- Beato Nicolás Stenso.[18]
- Beato Santiago Meseguer Burillo.[18]